# Partit de Daugavpils
Partit de Daugavpils (en letó: Daugavpils Pilsetas partija , DPP) va ser un partit polític de Letònia regionalista localitzat a Daugavpils format el 2000 i dirigit pel alcalde de Daugavpils Vitālijs Azarevičs.

## Història
El partit l'any 2005 va entrar en l'aliança electoral amb el Centre de l'Harmonia, amb el que es va guanyar 26,0% i 29 escons a les eleccions de 2010. El DPP va ser representat per un membre. El 2011, el partit es va fusionar amb el Partit Socialdemòcrata «Harmonia».